# 南萨默塞特
南萨默塞特是一个位于英格兰萨默塞特郡的非都市区。
南萨默塞特郡的面积大约有370平方英里（958平方）和大约158000人的人口。行政中心是约维尔。
该区成立于1974年4月1日，原名叫做 约维尔，并一直沿用到1985年。它由查德和耶维尔两个市级行政区以及克鲁肯、查德农业区及兰波德农业区等地组成。
当地安理会包括了整个约维尔选区以及萨默顿和弗罗姆选区的一部分。当地目前由自由民主党执政。

## 注脚
1. ↑   (PDF). South Somerset District Council.   [6 June 2012]. （原始内容存档 (PDF)于2014-11-29）.
2. ↑  . South Somerset District Council.   [2009-07-11]. （原始内容存档于2007-10-30）.